# Казахський національний університет мистецтв
Казахський національний університет мистецтв (КазНУМ) (каз. Қазақ ұлттық өнер университеті (ҚазҰӨУ)) — вищий навчальний заклад, розташований в столиці Казахстану в місті Нур-Султан.

## Історія
Казахська національна академія музики (КазНАМ) була утворена 31 березня 1998 року за підтримки президента Казахстану Н. А. Назарбаєва. Навчання в Казахській національній академії музики включає в себе початкову (1-4 класи), середню (5-9 класи), вищу (1-4 курси) і фундаментальну наукову (магістратура та докторантура) освіту. Згідно з постановою уряду Казахстану 12 жовтня 2009 року Казахська національна академія музики отримала новий статус і була перейменована в Казахський національний університет мистецтв, в цей же рік університет переїхав в нову будівлю розташовану в Нур-Султані.
Представники КазНАМ є переможцями на музичних змаганнях в Австрії, Італії, Росії. З 2000 року акіматом Астани і Казахською Національною академією музики проводиться міжнародний конкурс «Shabyt-Inspiration».
Випускники КазНАМ працюють в навчальних закладах і музичних колективах Астани (Національний оперний театр імені К. Байсеітової, державна філармонія, Президентський оркестр республіканської гвардії, симфонічні, духові, камерні оркестри, оркестри народних інструментів, ЄНУ імені Л. Н. Гумільова, музичні школи та багато інших), а також в інших містах Казахстану, ближньому і далекому зарубіжжі.
У 2019 році Казахський національний університет мистецтв посів 1-ше місце серед кращих ВНЗ мистецтва Казахстану.

## Факультети
- Факультет музики
- Факультет театру, кіно і ТБ
- Факультет традиційного музичного мистецтва
- Факультет соціально-гуманітарних дисциплін
- Художній факультет